# لانگنباخ (کوزل)
لانگنباخ (به آلمانی: Langenbach) یک شهر در آلمان است که در گلان-مونشوایلر (فرباندسگماینده) واقع شده‌است.